# Buenas Noches Rose (álbum)
Buenas Noches Rose es el primer disco de la banda madrileña Buenas Noches Rose. 
Fue grabado en Rávena (Italia) en el verano de 1995, y fue producido por Antonio Santos y por Pablo Pinilla y editado bajo el capote de la discográfica, ya desaparecida, Discos Madison. 
En su primer disco, Jordi "Skywalker" se encargó de la voz, Alfredo "Alfa" y Rubén Pozo tocaron la guitarra e hicieron los coros, Juampa dio los acordes de bajo y Rober Aracil se encargó de la batería. Alfredo y Rubén fueron los compositores de todos los temas
Musicalmente el disco era un gran conjunto de canciones de rock duro, con abundantes riffs de guitarra y unas prominentes líneas de bajo y batería, que conjuntadas con la voz de Jordi Skywalker dieron un muy buen primer disco. Llegó razonablemente bien al público, que apoyó al disco con varios miles de copias vendidas

## Lista de canciones
1. La leyenda del lobo cantor
2. Buenas noches rose
3. La granja
4. Los chicos del coro
5. Una Noche más
6. Del mismo modo
7. Sentado en el barro
8. Diez palabras de amor
9. Flor de espinas
10. Tiempo perdido
11. El duende del fuego
12. Hablando con las plantas